# Radosław Sierpiński
Radosław Adam Sierpiński (ur. w 1988 w Dąbrowie Górniczej) – polski lekarz i menedżer specjalizujący się w zarządzaniu w sektorze medycznym, badaniach klinicznych, health technology assessment i managemencie nauki, doktor habilitowany nauk medycznych, w latach 2019–2021 pełniący obowiązki prezesa Agencji Badań Medycznych, a w latach 2021–2023 jej prezes.

## Życiorys

### Wykształcenie
Jest absolwentem I Wydziału Lekarskiego na Warszawskim Uniwersytecie Medycznym. W czerwcu 2018 doktoryzował się w Instytucie Kardiologii na podstawie pracy doktorskiej Jednoośrodkowe wyniki wieloośrodkowego Rejestru Burz Elektrycznych RECOVERY napisanej pod kierunkiem Łukasza Szumowskiego. W 2019 uzyskał tytuł Master of Business in Medicine na Uczelni Łazarskiego w Warszawie. Był absolwentem programu menedżerskiego Oxford Executive Leadership Programme organizowanego przez Saïd Business School i Uniwersytet Oksfordzki.

### Praca zawodowa
Pracował w Klinice Zaburzeń Rytmu Serca w Instytucie Kardiologii oraz prywatnych jednostkach opieki zdrowotnej w charakterze lekarza oraz dyrektora medycznego. W 2018 roku został powołany w skład gabinetu politycznego ministra zdrowia Łukasza Szumowskiego jako doradca. W latach 2018–2020 był członkiem Rady Narodowego Centrum Badań i Rozwoju reprezentującym Ministra Zdrowia oraz zespołów eksperckich przy Ministrze Zdrowia oraz Ministrze Nauki i Szkolnictwa Wyższego. W latach 2019–2020 zasiadał w Radzie Nadzorczej spółki PZU Zdrowie. Został Pełnomocnikiem Prezesa Rady Ministrów do spraw rozwoju sektora biotechnologii i niezależności Polski w zakresie produktów krwiopochodnych.
Został Przewodniczącym Rady Społecznej Śląskiego Centrum Chorób Serca w Zabrzu oraz wiceprzewodniczący Rady Społecznej OW Mazowieckiego NFZ.
Od marca do września 2019 oraz od grudnia 2019 do czerwca 2021 pełnił obowiązki prezesa Agencji Badań Medycznych. Od 12 czerwca 2021 prezes Agencji Badań Medycznych. Odwołany z tej funkcji 28 grudnia 2023.
Od 2021 zasiada w radzie nadzorczej PZU S.A. W 2023 został odznaczony Brązowym Krzyżem Zasługi.

### Życie prywatne
Żonaty, ojciec dwójki dzieci.